# Dorfkirche Jänschwalde

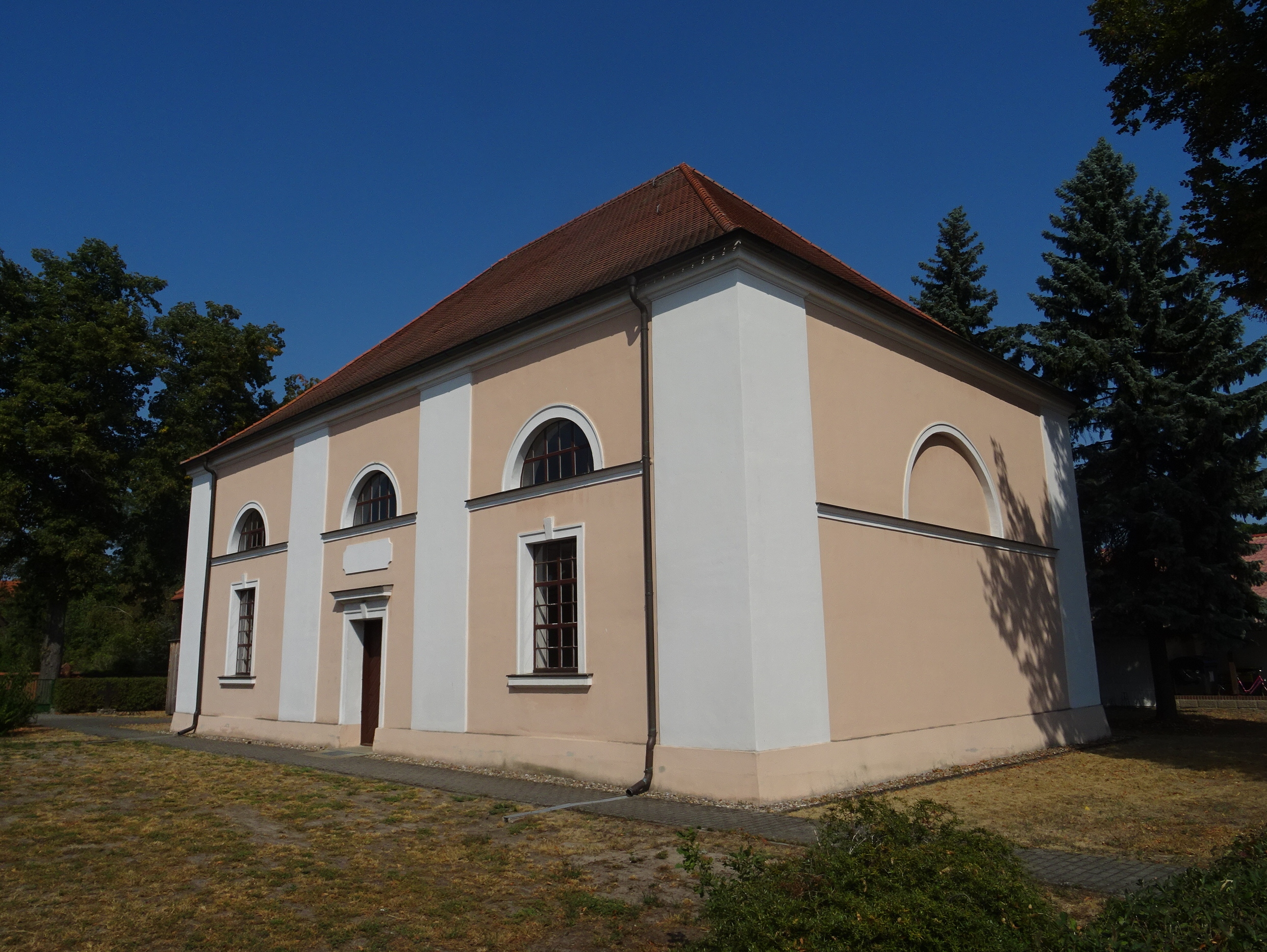
Dorfkirche Jänschwalde (2018)

Die Dorfkirche Jänschwalde ist das Kirchengebäude im Ortsteil Jänschwalde-Dorf der Gemeinde Jänschwalde im Landkreis Spree-Neiße in Brandenburg. Es gehört der Kirchengemeinde Jänschwalde im Pfarrsprengel Jänschwalde des Kirchenkreises Cottbus, der Teil der Evangelischen Kirche Berlin-Brandenburg-schlesische Oberlausitz ist. Das Gebäude ist ein eingetragenes Baudenkmal in der Denkmalliste des Landes Brandenburg.

## Architektur und Geschichte
Im Jahr 1804 begann die Kirchengemeinde Jänschwalde mit den Planungen für einen Kirchenneubau, da die alte Kirche des Dorfes in einem baufälligen Zustand war. Der Entwurf stammt von einem Architekten Schmidt und wurde von David Gilly überarbeitet. Mit dem Bau wurde 1806 begonnen, knapp zwei Jahre später war sie fertig gestellt. Zum 100-jährigen Kirchweihejubiläum wurden umfangreiche Sanierungsarbeiten vorgenommen. 1966 wurde der Außenputz größtenteils erneuert, dabei entfernte man das umlaufende Gesims und die Fensterumrahmungen. Zwischen 1993 und 1997 wurde sie erneut saniert, dabei wurden die Fensterumrahmungen wiederhergestellt.
Die Kirche ist ein turmloser Ziegelbau des Klassizismus auf rechteckigem Grundriss mit einem Walmdach. Die Fassaden und der Feldsteinsockel sind glatt verputzt. Die Wandflächen sind an den Längsseiten durch breite Ecklisene gegliedert. In der Westwand liegt in der mittleren Achse ein profiliertes Rechteckportal mit Schlussstein und Verdachung. In den seitlichen Achsen hat die Kirche rechteckige Fenster mit Rahmungen und Schlussstein. Die Wandfläche wird horizontal durch ein Gesimsband geteilt. Oberhalb des Gesimses sind halbrunde Fenster angesetzt, das ehemalige Fenster über der Eingangstür wurde später vermauert. An den Längsseiten ist der gleiche Wandaufbau ausgeführt, wobei das Eingangsportal an der Nordwand vermauert wurde und die Fenster über den Portalen durchbrochen sind. Im Osten liegt das Gesimsband tiefer, darüber befindet sich eine große, halbrunde Blende. Abgeschlossen werden die Wände durch profilierte Traufgesimse, die Dachkonstruktion ist ein Kehlbalkendach mit doppelt stehendem Stuhl.
Die Wände sind im Innenraum glatt verputzt, die Decke ist auf zwei Unterzügen gelagert. Die Lasten werden hier durch die Stützen der dreiseitigen Empore abgetragen. Auf der Orgelempore wurde während der Amtszeit des Pfarrers Hajno Rizo (Johann Heinrich Riese) der Psalm 103 in sorbischer Sprache (Chwal togo Kněza, mója duša! – „Lobe den Herrn, meine Seele!“) angebracht. Westlich vor der Kirche steht ein hölzerner Glockenturm mit Pyramidendach; dieser ist im unteren Bereich verbrettert.

## Ausstattung
Die Ausstattung aus der Bauzeit ist fast vollständig erhalten. Der Kanzelaltar von 1806 hat ein hoch aufragendes Retabel mit einer Rundbogenöffnung zum fünfseitigen Kanzelkorb. In der Nordostecke steht ein Pfarrstuhl. Das Taufbecken aus Holz hat einen achteckigen Oberteil auf einem vierteiligen Gestell. Die Orgel wurde 1907/1908 in der Werkstatt von Gustav Heinze aus Sorau gebaut. Sie hat neun Register auf zwei Manualen und dem Pedal. Im Glockenturm hängen drei Glocken, die im 15. Jahrhundert sowie in den Jahren 1515 und 1596 gegossen wurden; sie zählen zu den ältesten Kirchenglocken des Kirchenkreises Cottbus.

## Kirchengemeinde
Zur Kirchengemeinde Jänschwalde gehören neben dem Pfarrort Jänschwalde-Dorf noch die Ortschaften Friedrichshof und Radewiese, die Dorfkirche Drewitz ist seit jeher eine Filialkirche von Jänschwalde. 
Zum Ende des 19. Jahrhunderts war die Kirchengemeinde noch gänzlich sorbischsprachig. Der Volkskundler Arnošt Muka ermittelte im Jahr 1884 eine Einwohnerzahl von 1637, davon waren 1597 Sorben (97,6 Prozent) und 40 Deutsche, von denen wiederum alle die sorbische Sprache beherrschten. Im Mai 1941 wurden sorbischsprachige Gottesdienste von den Nationalsozialisten verboten. Seit 1988 findet in Jänschwalde jährlich eine Ostermesse in niedersorbischer Sprache statt.
Bis 1945 gehörte die Kirchengemeinde als Teil der Superintendentur Cottbus zur Evangelischen Landeskirche der älteren Provinzen Preußens und nach deren Zerfall zur Evangelischen Kirche in Berlin-Brandenburg. Diese ging im Januar 2004 in der Evangelischen Kirche Berlin-Brandenburg-schlesische Oberlausitz auf.